# Mourèze
Mourèze (okzitanisch: Morese) ist ein Ort und eine südfranzösische Gemeinde mit 190 Einwohnern (Stand: 1. Januar 2022) im Département Hérault in der Region Okzitanien. Die Gemeinde gehört zum Arrondissement Lodève und zum Kanton Clermont-l’Hérault. Die Einwohner werden Mourèzois genannt.

## Lage
Mourèze liegt etwa 41 Kilometer westlich von Montpellier. Hier entspringt das Flüsschen Dourbie. Umgeben wird Mourèze von den Nachbargemeinden Liausson im Norden, Clermont-l’Hérault im Osten, Villeneuvette im Osten und Südosten, Cabrières im Süden, Valmascle im Südwesten, Salasc im Westen sowie Octon im Nordwesten.

## Geschichte
Ein castrum wird in Mourèze im 10. Jahrhundert erstmals erwähnt.

## Bevölkerungsentwicklung
| Jahr                       | 1962 | 1968 | 1975 | 1982 | 1990 | 1999 | 2006 | 2017 |
| Einwohner                  | 71   | 81   | 79   | 76   | 100  | 128  | 163  | 197  |
| Quellen: Cassini und INSEE |      |      |      |      |      |      |      |      |

## Sehenswürdigkeiten
- Kirche Sainte-Marie
- Felslandschaft (der Cirque de Mourèze mit dem Parc des Courtinals) mit der sog. Sphynx

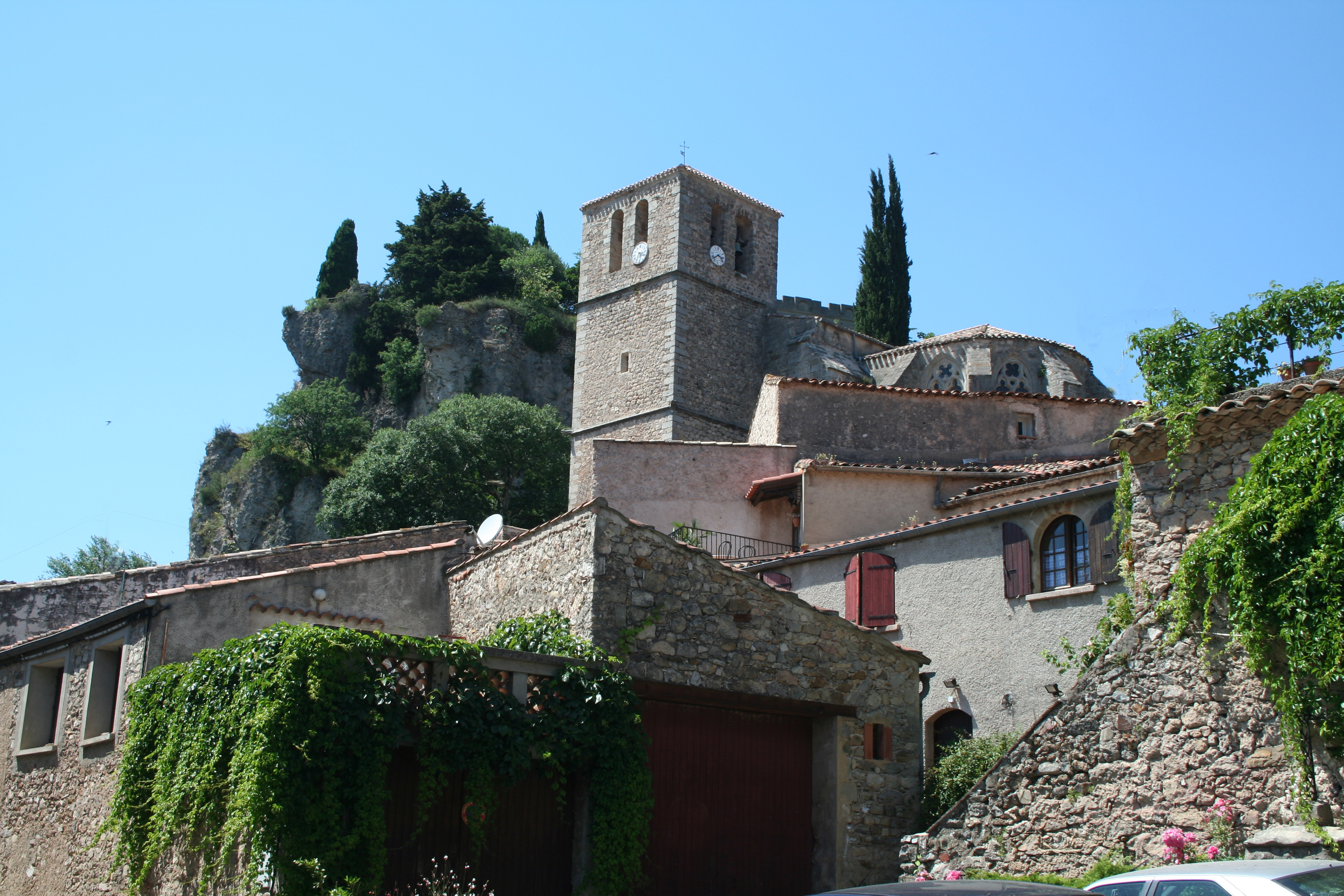
Kirche Sainte-Marie
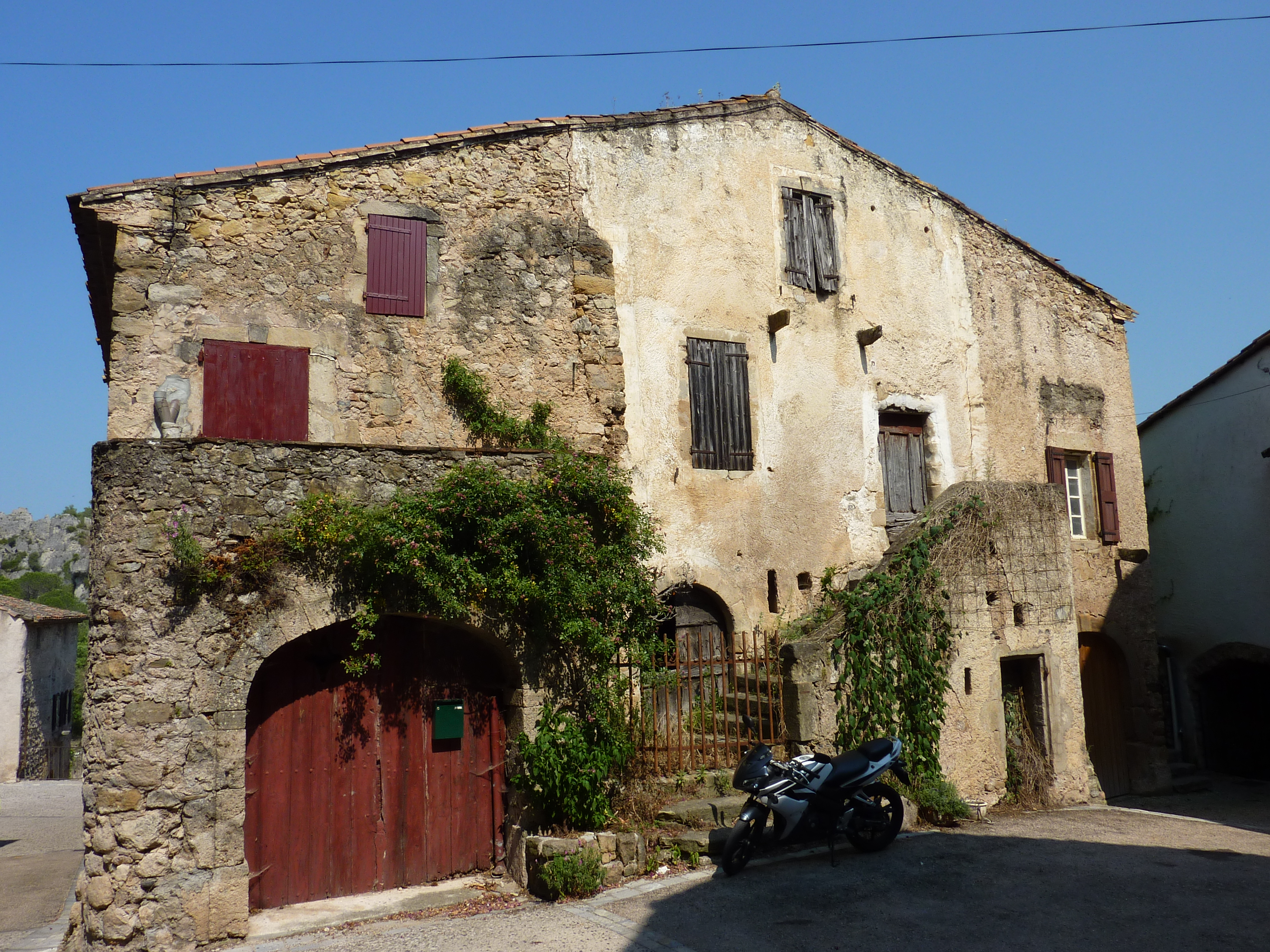
Altes Haus
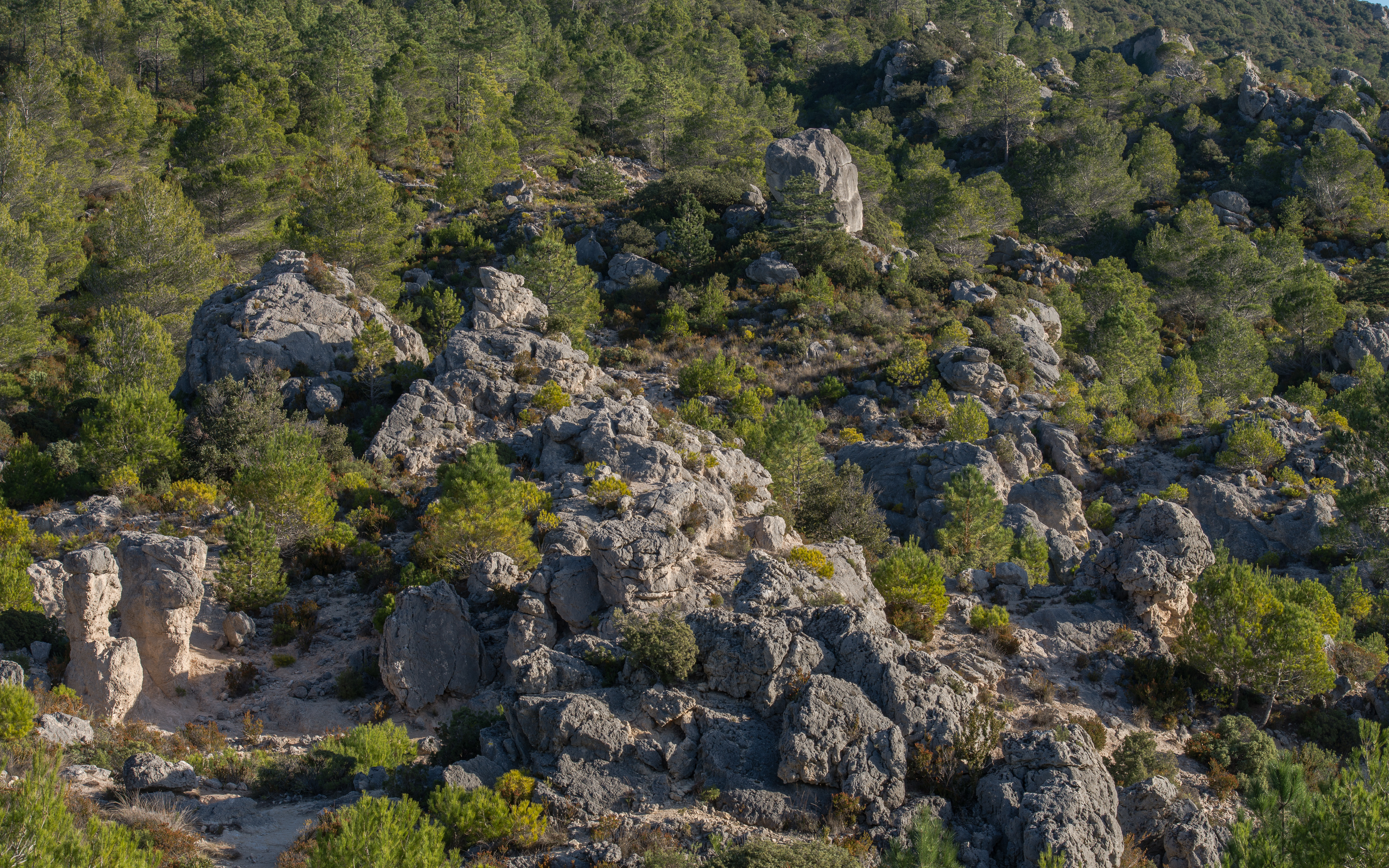
Felslandschaft
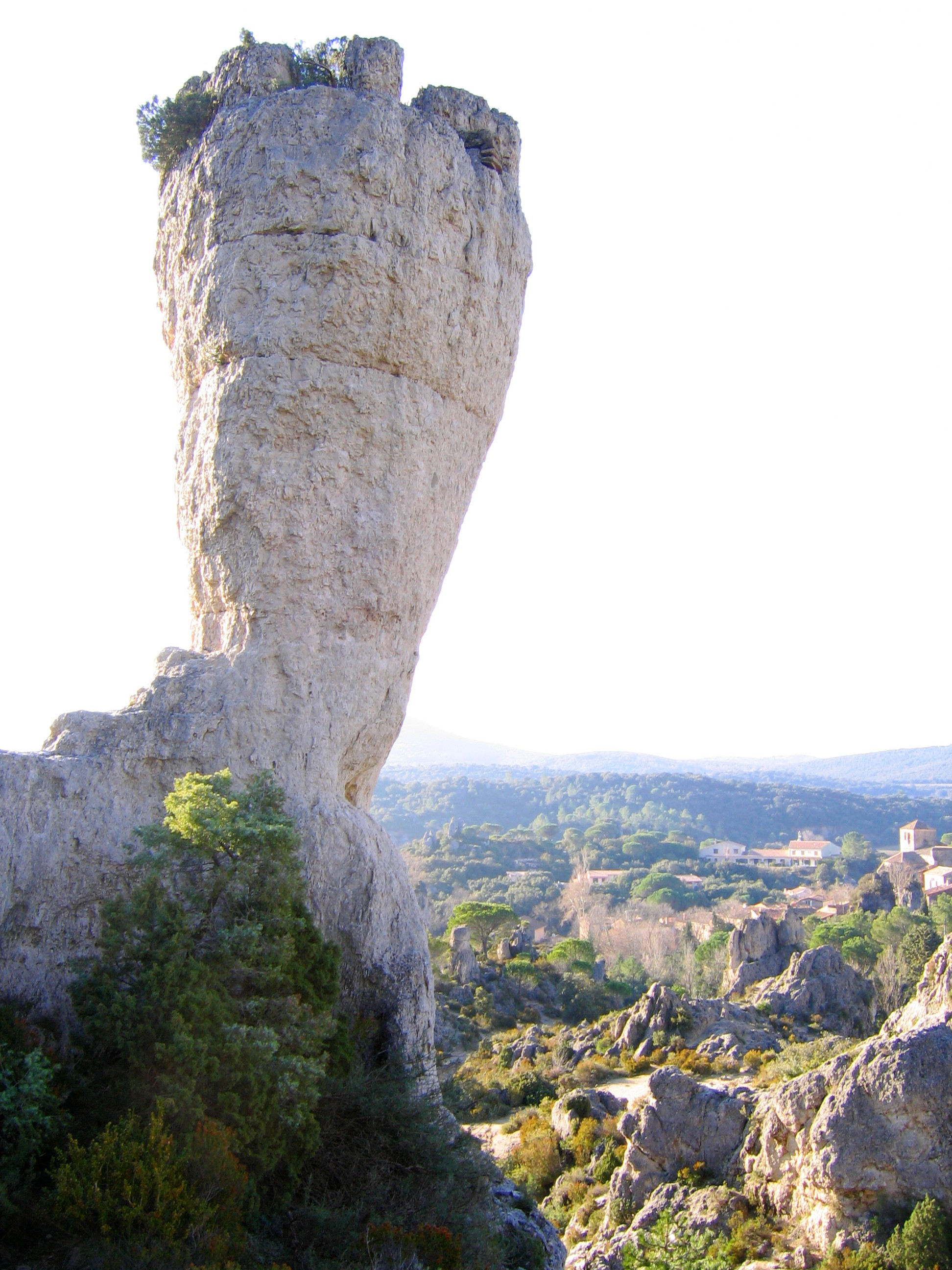
Dolomitenfels, sog. Sphynx